# Institut fédéral des hautes études de sécurité
 (avril 2011).
Si vous disposez d'ouvrages ou d'articles de référence ou si vous connaissez des sites web de qualité traitant du thème abordé ici, merci de compléter l'article en donnant les références utiles à sa vérifiabilité et en les liant à la section « Notes et références ».
L’Institut fédéral des hautes études de sécurité (BAKS - Bundesakademie für Sicherheitspolitik) est un institut de formation supérieure dans le domaine de la politique de sécurité de la République fédérale d’Allemagne, placé sous la tutelle du ministère fédéral de la Défense. Il siège dans un ensemble de bâtiments du château Schönhausen à Berlin-Niederschönhausen.

## Histoire

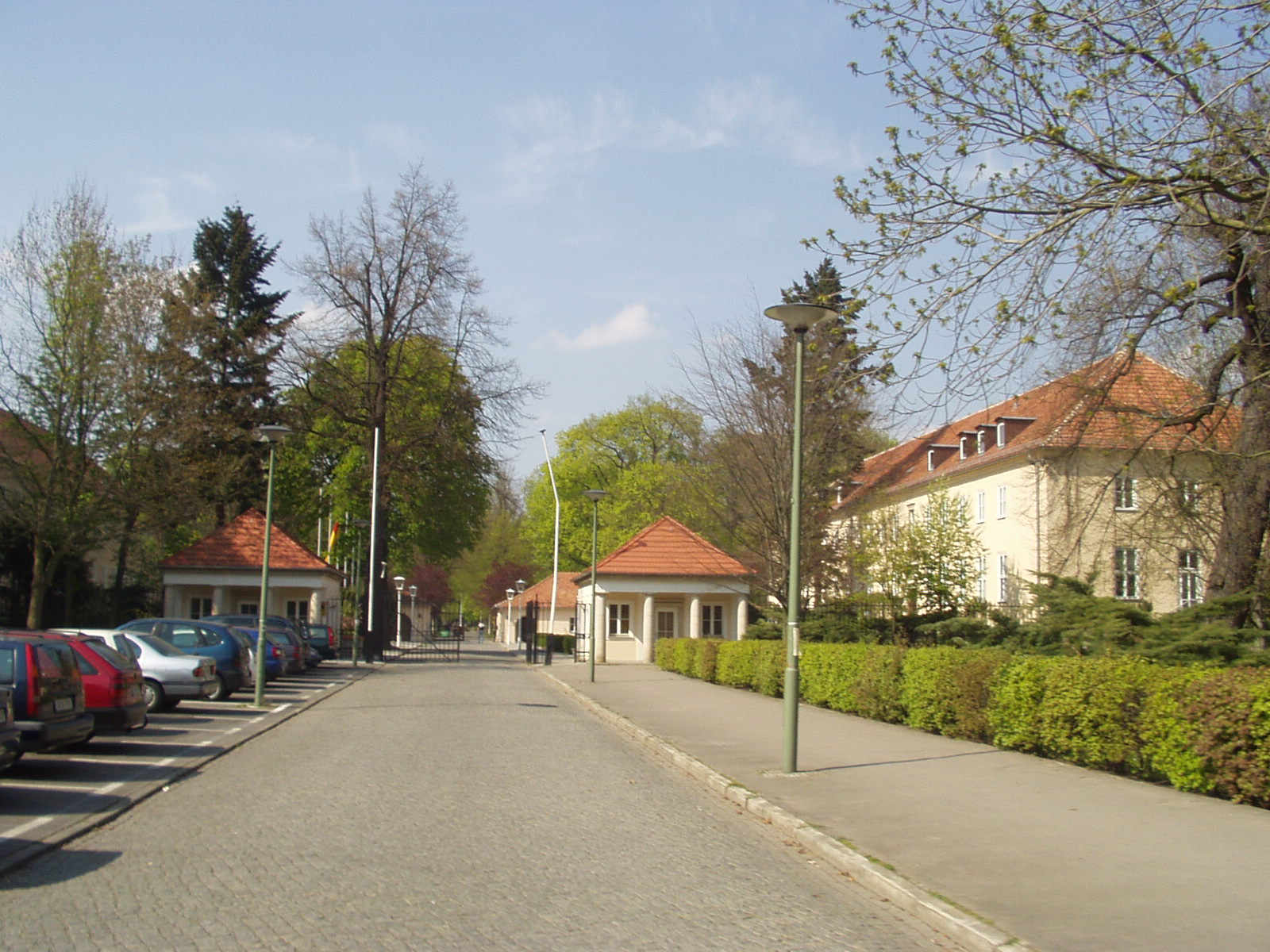
Portail de la BAKS à Berlin-Pankow

À l’instar de ce que d’autres pays avaient mis en place (Institut des hautes études de défense nationale à Paris et Royal College of Defence Studies à Londres), l’idée de créer d’un centre de formation national pour la réflexion et diffusion des enjeux de politique de sécurité a été discuté depuis les années 1980. À l’été 1987, le Conseil fédéral de sécurité (Bundessicherheitsrat) de la République fédérale d‘Allemagne se penchait sur la question de l’établissement de ce nouveau centre et finit par décider que:
- « Les multiples affiliations internationales de la République fédérale d’Allemagne demande la formation de cadres, apte de représenter efficacement les intérêts nationaux dans le domaine international. »
- « Une orientation générale de la politique de sécurité et de la stratégie globale au-delà des limites du portefeuille ministériel est une condition préalable.»
- « Le consentement de la population envers notre politique de sécurité est un élément vitale de la sécurité elle-même. La discussion renforcée en public en matière de la politique de sécurité demande des cadres compétents au gouvernement, dans l’économie, dans les sciences et média, aptes à endosser une conduite d’opinion requise. »
- « Le désir d’une coopération renforcée avec nos alliés européens en matière de politique de sécurité demande une formation des fonctionnaires et officiers allemands sur le plan national conforme au standards internationaux. »

Ensuite, une commission interministérielle s’est consacré à étudier le sujet et recommanda ainsi l’installation d’un tel établissement, qui mettra en œuvre les exigences requises. En 1988, le Conseil fédéral de sécurité de la République fédérale d’Allemagne approuva la recommandation et avisa la commission d’élaborer un plan de projet, qui fut ainsi adopté par la commission en été 1989.
En février 1990, le Conseil fédéral de sécurité votait pour l’adoption du plan de projet et décida l’installation d’une académie sous la tutelle du ministère de la Défense. À l’été de la même année, le Cabinet fédéral (Bundeskabinett) parvint à un accord pour l’établissement de l’Institut fédéral des hautes études de sécurité. Le Conseil Fédéral de Sécurité a été nommé Conseil (Kuratorium) de l’Institut.
L’Institut ouvre en 1992 sous la présidence de l’amiral (2S) Dieter Wellershoff dans les locaux de la Rosenburg à Bonn. Dans le même temps, le comité consultatif (Beirat) est créé pour accompagner l’Institut dans son travail quotidien au moyen de recommandations concernant surtout l’organisation de l’enseignement.
En 2002, le Conseil décida avec la recommandation du comité consultatif et de l’Institut le déplacement définitif à Berlin. La BAKS s’est installée en mars 2004 dans les locaux du château Schönhausen à Berlin-Pankow, équipés de salles de conférences, d’amphithéâtres et de bureaux.

## Organisation et personnel

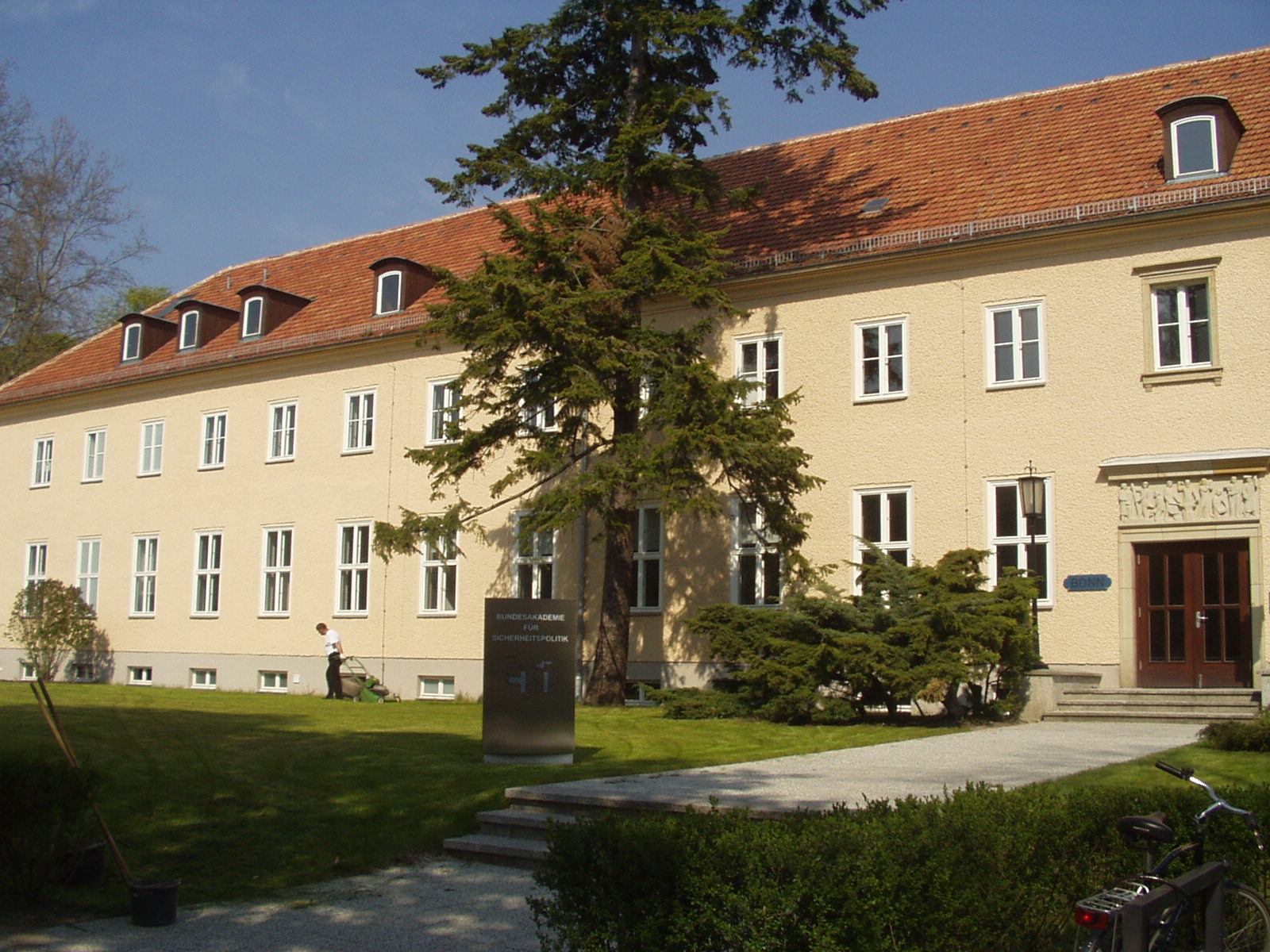
maison "Bonn" de la BAKS à Berlin-Pankow

Les président et le vice-président de l’Institut sont nommés à tour de rôle par l'Office des Affaires étrangères (Auswärtiges Amt) et le ministère fédéral de la Défense (Bundesministerium für Verteidigung). À côté de la direction, l’état-major de l’Institut est constitué d’unités de formation et de recherche, et d’une unité de support. Les collaborateurs sont mis à disposition par les ministères qui constituent le Conseil Fédéral de Sécurité (ministère fédéral des Affaires étrangères, ministère fédéral de la Justice, ministère fédéral des Finances, ministère fédéral de l’Économie et de la Technologie, ministère fédéral de la Défense, ministère fédéral pour la Coopération économique et le développement). Le ministère fédéral de la Défense fournit le personnel de l’unité de support.
Le Conseil de l’Institut fédéral des hautes études de sécurité se compose de membres du Conseil Fédéral de Sécurité sous la présidence du Chancelier fédéral de la République fédérale d’Allemagne et décide sur les questions générales de l’enseignement à l’Institut. Un comité consultatif donne au Conseil des recommandations sur le contenu et la forme de l’enseignement.
| N° | nom                 | début du mandat | fin du mandat | titre / grade           |
| -- | ------------------- | --------------- | ------------- | ----------------------- |
| 6  | Hans-Dieter Heumann | août 2011       | --            | Ambassadeur             |
| 5  | Kersten Lahl (de)   | avril 2008      | août 2011     | Lieutenant Général (2S) |
| 4  | Dr Rudolf Adam      | avril 2004      | mars 2008     | --                      |
| 3  | Hans Frank          | 1999            | mars 2004     | Vice-amiral (2S)        |
| 2  | Dr Günter Joetze    | 1995            | 1999          | Ambassadeur             |
| 1  | Dieter Wellershoff  | 1992            | 1995          | Amiral (2S)             |

## Publications
La BAKS fait régulièrement paraître des publications sur des sujets contemporains de la politique de sécurité. Tous les deux ans, le cercle d’amis de la BAKS remet le prix Karl Carstens, en référence à l’ancien président de la République fédérale d’Allemagne Carstens. Il récompense les personnalités qui ont apporté une contribution particulière à l’encouragement des rapports en matière de la sécurité politique dans l’espace germanophone.
La remise du prix se déroule à tour de rôle avec le discours « Manfred Wörner ». Celle-ci suit la tradition du « Memorial Speech » et rend à l’ancien ministre de la Défense et secrétaire général de l’Otan (Organisation du traité de l'Atlantique nord) Manfred Wörner, avec comme objectif d’encourager le débat en matière de politique de sécurité. En juin 2009 le second volume complémentaire de l’ouvrage de base « Sicherheitspolitik in neuen Dimensionen » (traduit : « les nouvelles dimensions de la politique de sécurité »), a été publié à l’édition Mittler. De même, un mémoire sur un thème particulier, élaboré par les participants du séminaire de politique de sécurité et mandaté par la Chancellerie fédérale, est publié chaque année. L’exercice interdisciplinaire en 2010 portait sur « la politique de sécurité européenne et la Russie : options dans la perspective allemande ».